# 西興一朗
西 興一朗（にし こういちろう、1979年10月17日 - ）は、日本の俳優。愛媛県周桑郡小松町（現・西条市）出身。吉本興業を経て、CESエンタテインメント所属。

## 略歴
愛媛県立小松高等学校卒業。
学生時代に地元のアパレル店でモデルを務めていたところ、東京のモデル事務所のマネージャーにスカウトされ、ファッションモデルとして活動。その後、2002年に俳優デビュー。
2003年2月から2004年2月にかけて、スーパー戦隊シリーズ『爆竜戦隊アバレンジャー』にて、伯亜凌駕 / アバレッド役で主演を務めた。
2014年5月5日、一般人女性と結婚。2016年4月8日に長男が誕生。
2015年、レギュラーメンバーだったプロデュースユニット『空飛ぶ猫☆魂』の正式メンバーとなる。
2019年、体調不良に伴い降板した笠原紳司に代わり、舞台『story B 大悲 37m』に出演。
2020年10月17日、ファッションブランド「BiERoViSKio（ビエーロヴィスキーオ）」を発足。
2021年、YouTubeにてチャンネル「西興一朗の西遊記」を開設。
2023年、特撮テレビドラマ『ウルトラマンアーク』に出演。これによって、特撮4大シリーズへの出演を果たすこととなった。

## 人物
幼少期はウルトラセブンやウルトラマンタロウの再放送を観ていた。
学生時代は外交官を志しており、スカウトも一度は断ったが、学校で公務員志望の同級生のようなタイプの人々と仕事をすることは難しいと考えるようになり、芸能界の道へ進んだ。
初めてメインキャストを務めた映画『IKKA：一和』では、共演した國村隼や三浦誠己、秋野暢子らの演技に対する姿勢や技術を目の当たりにしたことが自身の役者業の基礎となった。
デビュー当初は日本映画を中心に活動したいという意向を示していたが、事務所の方針によりテレビドラマへ出演して知名度を上げる必要性があったため『アバレンジャー』や『高校教師』などに出演するに至った。『アバレンジャー』に出演する以前は人と話すことを苦手としていたが、明るくポジティブな性格の伯亜凌駕を演じたことで会話が得意になっていったという。一方で、凌駕の演じ方については子供たちの期待に応えられるよう全力だったため、後年のインタビューでは「かなり造りあげた人物像」と評している。
『アバレンジャー』直後はイケメンヒーローブームの影響もありイケメン役のオファーが多くなったが、自身の意向と異なる方向性であったため戸惑いや反発を感じ、単独写真集や地方イベントのオファーなどはすべて断っていた。しかし、後年は自身のためにもファンのためにもそういった仕事にも挑戦するべきだと考えを改め、映画『獣電戦隊キョウリュウジャーVSゴーバスターズ 恐竜大決戦! さらば永遠の友よ』に出演した際は後輩らにそのことを助言したという。

## 出演

### 映画
- Go!（2001年、矢崎充彦監督） - 広島店のバイトたち 役
- 金融破滅ニッポン 桃源郷の人々（2002年、三池崇史監督） - 不法投棄の男 役
- スーパー戦隊シリーズ - 伯亜凌駕 / アバレッド 役
  - 爆竜戦隊アバレンジャー DELUXE アバレサマーはキンキン中!（2003年、諸田敏監督） - 主演
  - 獣電戦隊キョウリュウジャーVSゴーバスターズ 恐竜大決戦! さらば永遠の友よ（2014年、坂本浩一監督）
- IKKA：一和（2003年、川合晃監督） - 太田勇 役
- 幸福の鐘（2003年、SABU監督）
- 恋まち物語（2005年、林弘樹監督、西条市合併記念映画） - 国定玲於奈 役
- 口裂け女（2007年、白石晃士監督） - 京子の元夫 役
- 涙でいっぱいになったペットボトル〜カンペの手紙〜（2007年、辻裕之監督）
- 飛龍炎昇（2007年、勝山慎司監督）
- カメレオン（2008年、阪本順治監督） - 大北達男 役
- 工業哀歌バレーボーイズ THE MOVIE（2008年、高明監督） - 風太 役
- イケメンバンク THE MOVIE（2009年、寺内康太郎監督） - 家内紙幣 役
- 忘れられない、あの夏（2010年、六車俊治監督） - トム 役
- ピンク・レディ 女はそれを我慢できないッ（2013年、上野貴弘監督） - 光太郎 役
- 人の望みの喜びよ（2015年、杉田真一監督） - 高木彰 役
- サブイボマスク（2016年、門馬直人監督）
- てっぽうだま（2022年、毛利安孝監督） - 雨宮 役[15]
- 初めての女（2024年、小平哲兵監督） - 河東碧梧桐 役[16]
- ウルトラマンアーク THE MOVIE 超次元大決戦！光と闇のアーク（2025年、辻本貴則監督）- 伴ヒロシ 役[17]
- 雪風 YUKIKAZE（2025年、山田敏久監督） - 東吉三郎 役[18]

### テレビドラマ
- 高校教師 第1話（2003年1月10日、TBS）
- 爆竜戦隊アバレンジャー（2003年2月16日 - 2004年2月8日、テレビ朝日） - 主演・伯亜凌駕 / アバレッド 役
- ドリームメーカーTV『1minutes』 「待ち合わせ」（2004年3月13日、BSフジ）
- 女医・優〜青空クリニック〜（2004年6月28日 - 9月24日、東海テレビ・フジテレビ系） - 広瀬智也 役
- 京都地検の女（2005年1月13日 - 3月17日、テレビ朝日） - 東健太郎 役
- 横山やすしフルスロットル 〜阿波鳴門純愛物語〜（2005年3月21日、関西テレビ） - 本多肇 役
- 恋する日曜日 セカンドシリーズ 第14話「史上最大の作戦」（2005年7月3日、BS-i） - 市川祐一 役
- ドラマW『対岸の彼女』（2006年1月15日、WOWOW）
- 7人の女弁護士 第2話（2006年4月20日、テレビ朝日） - 竜也 役
- NISSAN WINGROAD presents 4STORIES 4ROADS #4『ロード・トゥー・アウェイゲーム』（2006年7月29日、BS日テレ） - ハジメ 役
- 連続テレビ小説『芋たこなんきん』 第1話 - 第12話・第25話・第74話・第75話・第96話・第117話 - 第121話・第148話（2006年10月2日 - 14日・30日・12月26日・27日・2007年1月26日・2月20日 - 24日・3月28日、NHK） - 花岡信夫 役
- イヌゴエ 第1話・第2話・第6話・第8話 - 最終話（2006年10月 - 12月、テレビ神奈川・テレビ埼玉・千葉テレビほか） - 運送屋 役
- ドラマ30『みこん六姉妹』 第17話 - 第24話・最終話（2006年10月24日 - 11月2日・24日、CBCテレビ・TBS系） - 榎本耕治 役
- 土曜ワイド劇場『救急救命士・牧田さおり』（2007年2月3日、テレビ朝日） - 滝本和哉 役
- 土曜ワイド劇場『温泉 (秘) 大作戦4』（2007年7月21日、ABCテレビ・テレビ朝日系） - 柴野勝彦 役
- 愛の劇場『家に五女あり』 第1話 - 第39話（2007年9月3日 - 10月25日、TBS） - 坂居耕二 役
- 水曜ミステリー9『密会の宿6』（2007年9月9日、テレビ東京） - 安永健二 役
- ガラスの牙（2007年10月6日、CBCテレビ・TBS系） - 西山辰夫 役
- 土曜ワイド劇場『新・警視庁女性捜査班』（2007年11月3日、テレビ朝日） - 永井研一 役
- ドラマW『君の望む死に方』（2008年3月30日、WOWOW）
- 土曜ワイド劇場『ショカツの女2』（2008年5月17日、ABCテレビ・テレビ朝日系） - 葛西俊彦 役
- 土曜ワイド劇場『タクシードライバーの推理日誌24』（2008年9月13日、テレビ朝日） - 宮本哲夫 役
- 女子大生会計士の事件簿 第3話（2008年10月22日、BS-i） - 毛利隆也 役
- おみやさん 第6シリーズ 第6話（2008年12月11日、テレビ朝日） - 岸田省吾 役
- ザ・プロローグ ぬくみ〜ず7 完結編『北京飯店』（2008年12月27日、フジテレビ） - 浩二 役
- 東京少女 日向千歩 第3話「東京的少女」（2009年1月17日、BS-i） - 豊田耕治 役
- Lドラ『かりゆし先生ちばる!』 第26話 - 第30話・第46話 - 第57話（2009年8月3日 - 7日・31日 - 9月15日、テレビ東京） - 望月正人 役
- 仮面ライダーW 第15話・第16話（2009年12月20日・2010年1月3日、テレビ朝日） - 倉田剣児 役
- ハンチョウ〜神南署安積班〜シリーズ4 〜正義の代償〜 第8話（2011年5月30日、TBS） - 榊原 役
- 金曜プレステージ『私立探偵・下澤唯』（2011年7月22日、フジテレビ） - 冒頭部の浮気カップル 役
- Oh!デビー 第2話（2011年10月8日、BSスカパー!）
- 月曜ゴールデン『警視庁機動捜査隊216II 危険な女たち』（2011年10月31日、TBS） - 今田昭一郎 役
- 月曜ゴールデン『湯けむりバスツアー 桜庭さやかの事件簿4』（2012年2月6日、TBS） - 本間弘樹 役
- 水曜ミステリー9『監察医・篠宮葉月 死体は語る11』（2012年5月2日、テレビ東京） - 本郷忠志 役
- 土曜ワイド劇場『おとり捜査官・北見志穂16』（2012年6月9日、テレビ朝日） - 橋本純平 役
- ATARU 第10話（2012年6月17日、TBS） - 森洋一 役
- リッチマン、プアウーマン 第6話（2012年8月13日、フジテレビ）
- 新春ワイド時代劇『白虎隊〜敗れざる者たち』（2013年1月2日、テレビ東京） - 信蔵 役
- 金曜プレステージ『外科医 鳩村周五郎11』（2013年2月22日、フジテレビ） - 医師 役
- ガリレオ 第2シーズン 最終章（2013年6月17日・24日、フジテレビ）
- 闇金ウシジマくん Season2 第5話（2014年2月14日、MBS・TBS系） - ゲストハウスオーナー 役
- 天誅〜闇の仕置人〜 第7話（2014年3月7日、フジテレビ） - ヤス 役
- S -最後の警官- 第9話（2014年3月9日、TBS） - 松本三郎 役
- 金曜プレステージ『警察庁特別監察官 氷の女・氷室透子』（2014年7月11日、フジテレビ） - 植田誠 役
- 土曜ワイド劇場『法医学教室の事件ファイル39』（2014年10月18日、テレビ朝日） - 工藤剛史 役
- 新・刑事吉永誠一 第6話（2014年11月21日、テレビ東京） - 大和田龍一 役
- 破門（疫病神シリーズ） 第5話（2015年2月13日、BSスカパー!）
- 激動!世紀の大事件 オウム真理教と闘った家族の全記録〜地下鉄サリン事件20年〜（2015年3月20日、フジテレビ）
- 京都人情捜査ファイル 第5話（2015年5月28日、テレビ朝日） - 風間健介 役
- 月曜ゴールデン『世田谷駐在刑事3』（2015年8月10日、TBS） - 高森裕次郎 役
- サイレーン 刑事×彼女×完全悪女 第5話（2015年11月17日、カンテレ・フジテレビ系） - 三河 役
- 科捜研の女 season15 第12話（2016年2月18日、テレビ朝日） - 青野昌弘 役
- 土曜ワイド劇場『森村誠一の終着駅シリーズ30・殺人の債権』（2016年6月25日、テレビ朝日） - 古沢周一 役
- 刑事7人（テレビ朝日）
  - シーズン2 第2話（2016年7月20日） - 並木圭介 役
  - シーズン4 第1話（2018年7月11日） - 浅倉雄大 役
- ゆるい 第4話（2016年7月30日、TOKYO MX / 8月2日、サンテレビ）
- 水曜ミステリー9『金沢のコロンボ3』（2016年8月17日、テレビ東京） - 島森万葉 役
- 月曜名作劇場『鑑識捜査官 亀田乃武夫の臨場ファイル』（2017年8月7日、TBS） - 溝呂木浩一 役
- 御茶ノ水ロック（2018年1月18日 - 3月8日、テレビ東京） - 釘宮守 役
- 特捜9 第4話（2018年5月2日、テレビ朝日） - 中原徹 役
- 悪魔の弁護人・御子柴礼司 〜贖罪の奏鳴曲〜 第1話・第2話（2019年12月7日・15日、東海テレビ・フジテレビ系） - 青柳俊彦 役
- 月曜プレミア8『横山秀夫サスペンス「沈黙のアリバイ」』（2020年10月26日、テレビ東京） - 吉池俊 役
- 月曜プレミア8『横山秀夫サスペンス「モノクロームの反転」』（2020年11月9日、テレビ東京） - 吉池俊 役
- 相棒 season19 第16話「人生ゲーム」（2021年2月17日、テレビ朝日） - 大槻健太 役
- 群青領域 第6話・第8話（2021年11月26日・12月10日、NHK総合） - マエザワ 役
- 警視庁強行犯係 樋口顕 Season2 第1話（2022年7月15日、テレビ東京） - 桜井瞬一 役
- 警視庁アウトサイダー 第5話（2023年2月2日、テレビ朝日） - 益永典彦 役
- ウルトラマンアーク（2024年7月6日 - 2025年1月18日、テレビ東京） - 伴ヒロシ 役[19]
- DOCTOR PRICE 第6話（2025年8月17日、読売テレビ・日本テレビ系） - スティファー社の職員 役

### ウェブドラマ
- 性病先生 第7話（2006年5月1日、GyaO） - 吉田智宏 役
- ザ・プロローグ ぬくみ〜ず7『被監視者』（2008年5月23日 - 6月12日、フジテレビOn Demand） - 山崎 役
- 恋する血液型 シーズン2 B型編（2009年4月、NTT DoCoMo・au） - たつや 役
- 革命ステーション5+25（2009年7月6日 - 8月7日、LISMO Video） - 森田公一 役
- 1分港区おじさん ＜番外編＞～変わらないもの～（2018年、東京カレンダーアプリ・YouTube）
- SICK`S 覇乃抄 ～内閣情報調査室特務事項専従係事件簿～ 第八話（2019年4月20日、Paravi）
- 爆竜戦隊アバレンジャーwithドンブラザーズ（2023年8月27日、東映特撮ファンクラブ） - 伯亜凌駕 / アバレッド 役[20]

### オリジナルビデオ
- スーパー戦隊シリーズ - 伯亜凌駕 / アバレッド 役
  - 爆竜戦隊アバレンジャースーパービデオ オール爆竜爆笑バトル（2003年） - 主演
  - 爆竜戦隊アバレンジャーVSハリケンジャー（2004年、東映ビデオ） - 主演
  - 特捜戦隊デカレンジャーVSアバレンジャー（2005年、東映ビデオ）
  - 爆竜戦隊アバレンジャー 20th 許されざるアバレ（2024年、東映ビデオ） - 主演[21]
- 幽霊より怖い話 VOL.3「復讐」（2005年、ポニーキャニオン） - 主演・平野利彦 役
- みうらじゅんの一切無い殺意 ～折野則雄の事件簿～（2006年、TLIP） - 丹下健太 役
- 難波金融伝・ミナミの帝王シリーズ（ケイエスエスエムイー） - 上坂亮 役
  - 34「ブランドの重圧」（2006年）
  - 35「銀次郎vs夜逃げ屋」（2006年）
  - 36「仕組まれた結婚」（2006年）
  - 37「土俵際の伝説」（2007年）
- ドリフト5（2007年、ジェネオン エンタテインメント） - 信一郎 役
- ガールズ・ゾンビ（2011年、コンセプトフィルム） - アキオ 役
- 宇宙刑事シャリバン NEXT GENRATION（2014年、東映ビデオ） - ガイラー将軍 役
- 日本統一30（2018年、オールインエンタテインメント） - 杉山文雄 役

### 舞台
- プレイメイト作品「フェイスインフェイス」（2005年） - 主演・里中修介 役
- 同期の桜-君にめぐり逢いたい-（2007年） - 神崎武彦 役
- 朗読劇「苦情の手紙」（2007年）
- 「学園ヘヴン」ミュージカル 〜ベルリバティ★プリンス〜（2008年） - 主演・遠藤和希 役
- プラスイズム 第6回公演「MURAISM」（2008年） - 木村吾郎 役
- わが町（2009年）
- 猫☆魂 Vol.15「simple」（2011年）
- 幌張馬車プロデュース Vol.4「夏祭りの前に」（2012年） - 主演・牧村 役
- 空飛ぶ猫☆魂 #1「自称探偵のサマー・オブ・ラブ」（2012年）
- 劇団たいしゅう小説家×空飛ぶ猫☆魂「サヨナラ誘拐犯のパーフェクト・ストーリー」（2013年）
- 空飛ぶ猫☆魂 #2「ミエナイ家族のハロー・マイ・ゴースト」（2013年）
- 空飛ぶ猫☆魂 #3「I LOVE LIFE」（2014年）
- 空飛ぶ猫☆魂 #4「ゴールデン バード バラード」（2015年） - 主演
- 空飛ぶ猫☆魂 #5「8月のウィークエンド・プロフェシー」（2016年）
- story B 大悲 37m（2019年） - 澄谷哲志 役[注釈 1]
- Hello wonder 3rd produce「英雄（ヒーロー）は隣りにいる」（2024年）
- 森下仁丹プレゼンツ第三水曜即興舞台2025「こんなはずじゃなかった。」（2025年）

### CM
- バンダイ「アバレンジャー変身シリーズ」（2003年）
- バンダイ「アバレジャケット」（2003年）
- セイカ「爆竜戦隊アバレンジャー らくがきんちょ!」（2003年）
- グンゼ YG-X「7BAD BOYS 2BAD」
- マツダ「ファミリアショートワゴン」
- 日本テレコム「ODN」

### 玩具
- 爆竜戦隊アバレンジャー ダイノブレス -MEMORIAL EDITION-（2024年2月）
- ウルトラマンアーク アークアライザー MEMORIAL EDITION（2025年8月）